# Giovanni Paolo Lomazzo
Giovanni Paolo Lomazzo (Milà, 26 d'abril de 1538 - Milà 27 de gener de 1600), va ser un pintor i historiador de l'art que va viure i va treballar durant el manierisme tardà.

## Biografia
Nascut en una família originària de Lomazzo emigrada a Milà, va rebre la seva primera formació artística amb Giovanni Battista della Cerve. Els seus treballs es van veure influenciats pels de Rafael i Miquel Àngel, i la coneixem a través de les seves pròpies descripcions. Lomazzo no tenia una tècnica extraordinària. Els seus treballs es poden enmmarcar dins de l'estil tardomanierista. Es va quedar cec el 1571, cosa que va frenar la seva carrera com a pintor. Des d'aquest moment es va començar a dedicar a teoritzar sobre l'art i estudiar la història de l'art.
Va escriure diversos tractats, on s'inclouen preceptes simbolistes, com el Trattato dell'arte della pintura, Scultura ed architettura, de 1584, una obra de gran importància en l'estètica manierista, i Idea del Tempio della pintura, de 1591. Una de les seves contribucions més destacades és l'extracció i sistematització de conceptes abstractes en l'art, allunyant-se de la mera biografia o enumeració de tècniques practicada per altres historiadors anteriors, com Giorgio Vasari.
Fou professor de pintors com Giovanni Antonio Figino i Girolamo Ciocco.

## Obres rellevants

### Pintures
- Autoretrat (c.1555-65, Kunsthistorisches Museum de Viena)
- Al·legoria de la festa de la Quaresma(1567, Sant Agustí, Piacenza)
- Oració a l'Hort(San Carlo al Corso, Milà)
- Noli me tangere(Pinacoteca Civica, Vicenza)
- Verge amb el Nen, sants i àngels(San Marco, Milà)
- Caiguda de Simó Mag(Capella Foppa, San Marco, Milà)
- Angeles a glòria(Capella Foppa, San Marco, Milà)
- Autoretrat com Abat de l'Acadèmia de la Val di Blenio(1568, Pinacoteca di Brera, Milà)
- Pietat, convent dels caputxins de Milà[2]

#### Tractats
- Trattato dell'arte della pittura, scoltura et architettura(1584)
- Idea del Tempio della pittura(1590)